# Palazzo Tufarelli

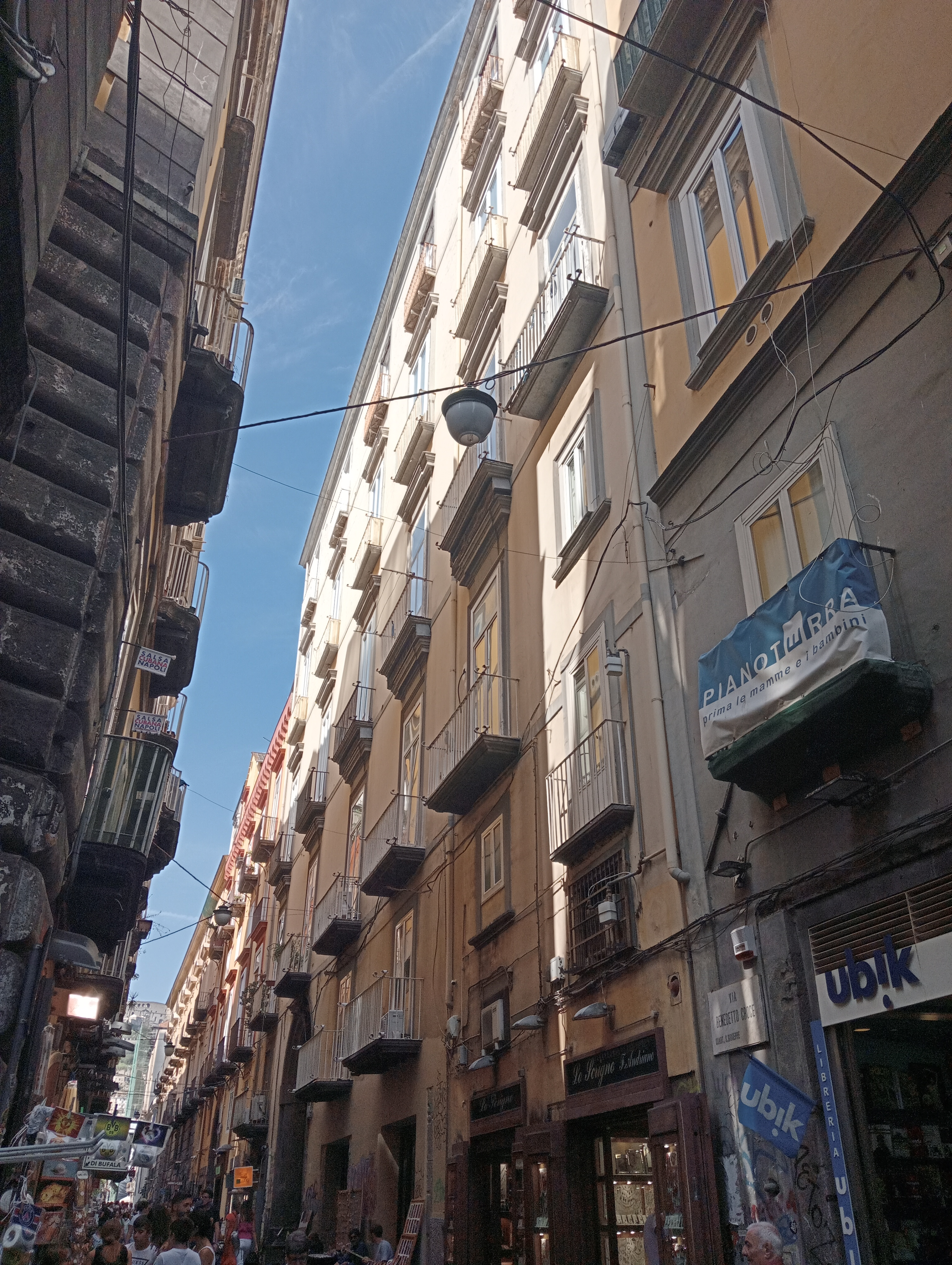
Palazzo Tufarelli in Neapel: Fassade zur Via Benedetto Croce

Der Palazzo Tufarelli ist ein Palast aus dem 16. Jahrhundert im Viertel San Giuseppe von Neapel in der italienischen Region Kampanien. Er liegt in der Via Benedetto Croce, 23.

## Geschichte
Das Grundstück, auf dem der Palast erbaut wurde, gehörte vermutlich dem venezianischen Eigentümer des Palazzo Venezia. Über den Palast gibt es seit 1419 Aufzeichnungen, als dieser als Dependance des angrenzenden Palazzo Venezia Sitz des Großjustiziars wurde. Vermutlich wurde das Gebäude im 16. Jahrhundert im Renaissancestil neu errichtet und fiel im 17. Jahrhundert zunächst an die Familie De Luna und dann an Don Domenico Fiorillo. Nach 1727 fiel es an die Sambiases, aber schon vor 1754 kauften es die Grafen Tufarelli, die damit der Erneuerung des gesamten Palastes den Architekten Nicola Tagliacozza Canale beauftragten. Die Treppe, der zweite Innenhof und die Stuckdekorationen sind auf diese Periode zurückzuführen.
Heute ist der Palast ein gut erhaltenes Mietshaus.

## Beschreibung
In den Palast gelangt man durch einen mit Stuck und einem auf die Gewölbedecke gemalten Familienwappen dekorierten Eingangsbereich. An den Wänden finden sich noch die Ringe, an denen die Pferde festgemacht wurden. Im Innenhof befindet sich eine wertvolle offene Treppe aus dem 18. Jahrhundert und durch einen Verbindungsgang gelangt man in den kleinen, zweiten Innenhof.

## Bildergalerie

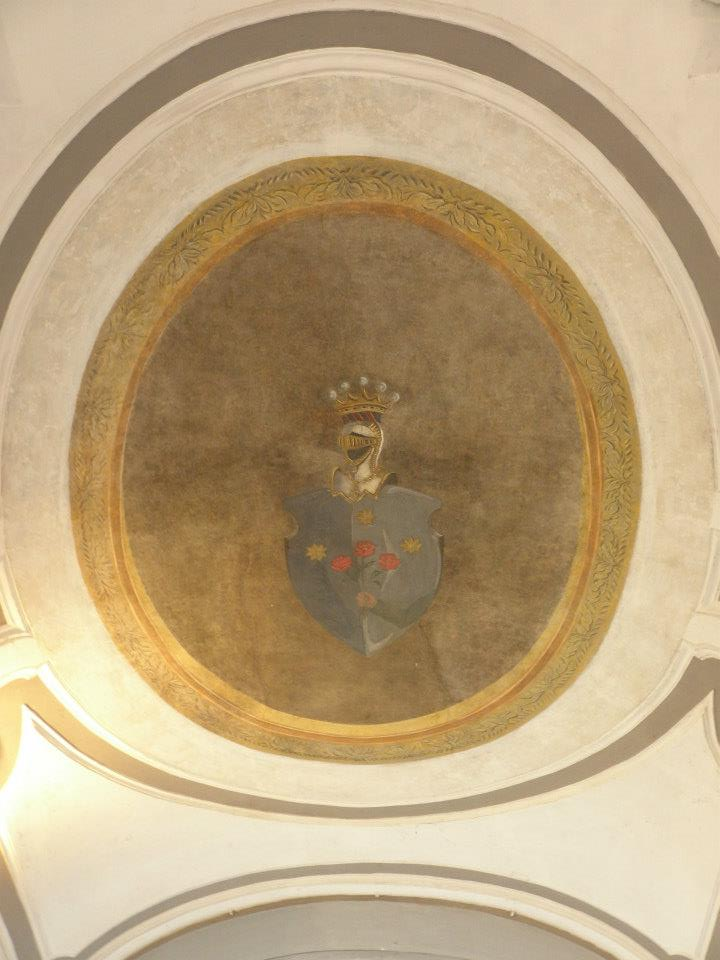
Das in den Eingangsbereich gemalte Wappen der Familie Tufarelli
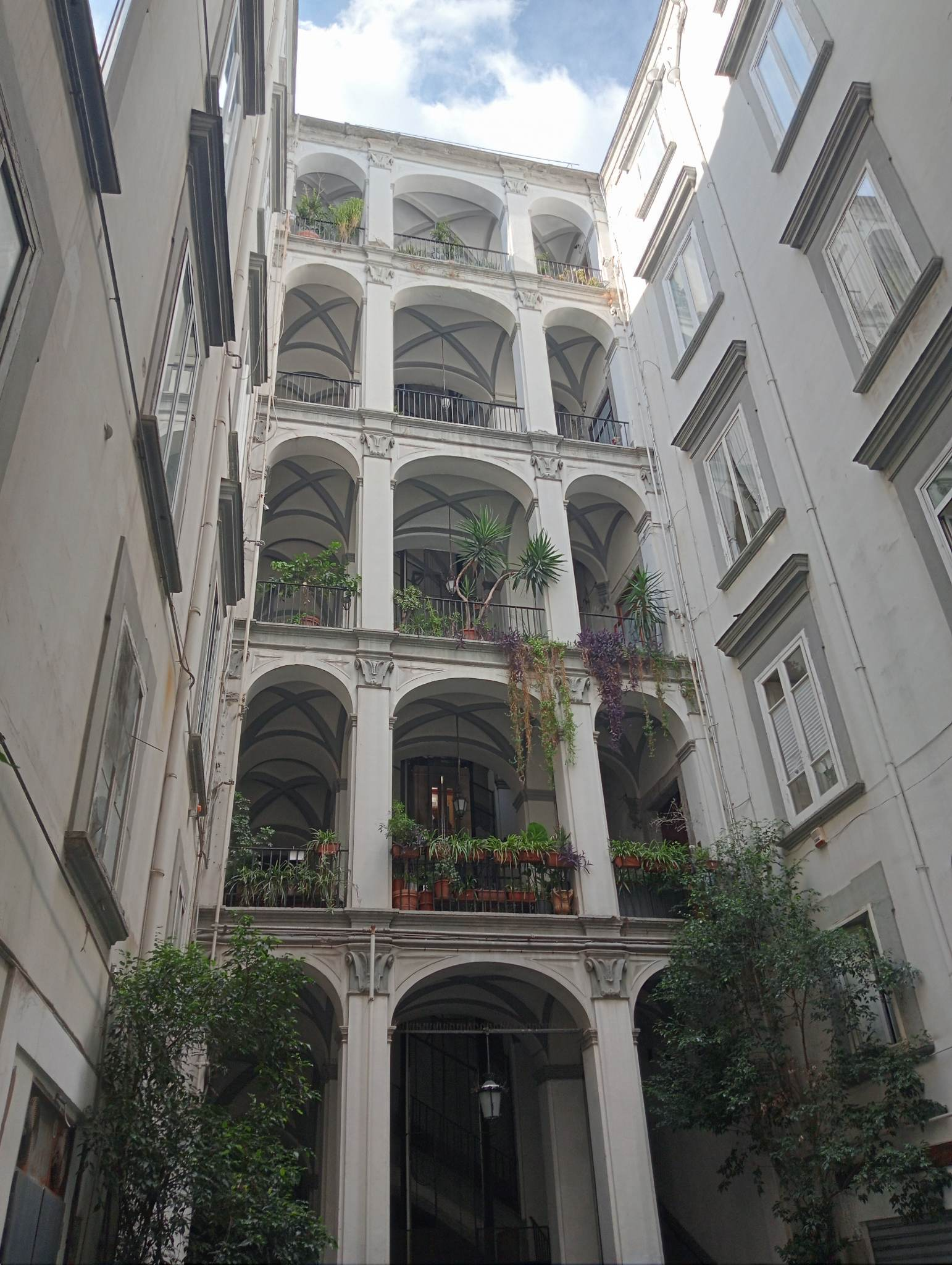
Die offene Treppe im Innenhof